# Comptoir libanais
Comptoir libanais est une chaîne britannique de restauration spécialisée dans la cuisine libanaise.

## Histoire
Comptoir libanais, une chaîne britannique de restauration spécialisée dans la cuisine libanaise, est fondé par Tony Kitous un Algérien kabyle. en novembre 2008, avec l'ouverture du premier restaurant de la chaîne au Westfield Shopping Center à Londres,.